# مستعمرة النيجر
مستعمرة النيجر (بالفرنسية: Colonie du Niger)‏ كانت ملكية استعمارية فرنسية تغطي معظم أراضي دولة النيجر الحديثة في غرب أفريقيا، بالإضافة إلى أجزاء من مالي وبوركينا فاسو وتشاد. كانت موجودة في أشكال مختلفة من عام 1900 إلى عام 1960، ولكنها كانت تسمى مستعمرة النيجر فقط من عام 1922 إلى عام 1960.

## المنطقة العسكرية
بينما سيطر المستعمرون الفرنسيون على بعض مناطق النيجر الحديثة في تسعينيات القرن التاسع عشر، فقد تشكلت منطقة زندر العسكرية الرسمية في 23 يوليو 1900. كانت هذه المنطقة العسكرية تحكم فقط ما هو جنوب النيجر الحديثة، مع حكم اسمي فقط شرق زندر أو شمال تانوت. كان مقر قيادتها في قرية سوربو حوسا بالقرب من نيامي، حيث تم نقل المقر عام 1903. ومن الناحية الإدارية، كانت النيجر جزءً من مستعمرة السنغامبيا والنيجر من 1902 إلى 1904 ومستعمرة السنغال العليا والنيجر من 1904 إلى 1911. كانت ميزانيتها وإدارتها أثناء قيادتها من قبل ضباط من القوات البحرية الفرنسية تعتمد على نائب الحاكم في كايس (باماكو لاحقًا)، وكان صنع القرار العسكري - بالإضافة إلى الاتصال بالسلطات في متروبول أو مستعمرات أخرى من خلال الحاكم العام في داكار. تظهر المنطقة أيضًا على الخرائط الفرنسية باسم «المنطقة العسكرية الثالثة». وفي 22 يونيو 1910، تم تغيير اسم الإقليم إلى منطقة النيجر العسكرية، وشملت أجزاءً من شمال شرق مالي الحديثة (دائرة غاو) وشمال تشاد (دائرة تيبستي). وفي 21 يونيو 1911، تم التنازل عن دائرة جاو للسودان الفرنسي، وخلال أواخر القرن التاسع عشر، بُذلت جهود لإنشاء مراكز فرنسية دائمة في الشمال والشرق، في بيلما، وانقيقمي وأماكن أخرى. وفي عام 1911، تم نقل مقر الإقليم إلى زندر، مما يعكس الهدوء النسبي في غرب الإقليم، والخوف من توغل البريطانيين إلى الجنوب والإيطاليين من ليبيا. ومع ذلك، ظلت السيطرة الفرنسية على المناطق الشمالية والشرقية ضئيلة. وإلى جانب موريتانيا، ظلت النيجر الجزء الوحيد من غرب أفريقيا الفرنسي الذي ظل تحت الحكم العسكري من قبل الجيش الفرنسي.

## الحكم الاستعماري المدني
في 13 أكتوبر 1922، سيطرت مستعمرة النيجر المدنية على معظم المناطق الجنوبية والغربية، وكان ملازمًا حاكمًا مسؤولًا أمام الحاكم العام لغرب أفريقيا الفرنسية. أدى إنشاء منطقة فولتا العليا الفرنسية عام 1919 كمستعمرة مدنية إلى إزالة مناطق النيجر الحديثة الواقعة غربي نهر النيجر. في عام 1926، تم نقل مبنى الكابيتول مرة أخرى إلى نيامي من زندر. وفي عام 1930، تم التنازل عن دائرة تيبستي إلى مستعمرة تشاد في أفريقيا الاستوائية الفرنسية، وفي عام 1932، تم تقسيم مستعمرة فولتا العليا الفرنسية بين جيرانها، مع التنازل عن دائرة دوري وفادا نغورما إلى مستعمرة النيجر.

## الحرب العالمية الثانية
بقي مسؤولو مستعمرة النيجر، على عكس تشاد المجاورة، موالين لحكومة فرنسا الفيشية بعد عام 1940، وبالتالي أغلقوا حدودها الجنوبية (لنيجيريا) والحدود الشرقية حتى عام 1944.

## إنهاء الاستعمار
في 31 ديسمبر 1946، تم التنازل عن الأراضي العسكرية في نجويجمي وأغاديس إلى مستعمرة النيجر، ولم يتبق سوى دائرة بيلما باعتبارها آخر قسم يديره الجيش في النيجر الحديثة. لم تخضع هذه المنطقة الواقعة في أقصى الشمال الشرقي للإدارة المدنية الفرنسية إلا في عام 1956.
في عام 1947، أعيد تشكيل فولتا العليا الفرنسية، وتنازلت عن دوائر دوري وفادا نغورما إلى مستعمرة فولتا العليا. وبينما كانت هناك تغييرات طفيفة على الحدود بعد عام 1947، فقد تم إنشاء حدود النيجر الحديثة تقريبًا مع هذا التغيير.
بعد قانون 1956 قانون ديفير الإطاري، تم إنشاء أساسيات الحكم الداخلي مع انتخاب الجمعية الإقليمية للنيجر عن طريق التصويت الشعبي، ولكن مع امتلاك سلطات استشارية وإدارية فقط. وفي عام 1958، خلف الاتحاد الفرنسي المجتمع الفرنسي. وفي 25 أغسطس 1958، أصبح نائب الحاكم المفوض السامي للنيجر، لكنه ظل رئيسًا لدولة شبه مستقلة كانت تسيطر على إدارة داخلية بحتة.
صادقت الجمعية التأسيسية للنيجر على دستور 25 فبراير 1959، وهي هيئة أنشئت لهذا الغرض من الجمعية الإقليمية المنتخبة في النيجر في ديسمبر 1958. وفي 12 مارس 1959، أصبحت الجمعية التأسيسية الجمعية التشريعية للنيجر، واحتفظ رئيس الحكومة، حماني ديوري، بلقب رئيس المجلس. منحت السلطات التنفيذية الاسمية في الجمعية، مع وضع الدستور لعناصر، مثل علم النيجر، ونشيد النيجر الوطني وشعار النيجر، إلى جانب لغة تسمية الهيئات السياسية والحقوق والسلطات التي تم الاحتفاظ بها في النصوص اللاحقة.
في أعقاب الحرب الجزائرية وانهيار الجمهورية الفرنسية الرابعة، أصبحت مستعمرات الاتحاد الفرنسي مستقلة تمامًا في عام 1960. صدقت النيجر على أول دستور مستقل بالكامل في 8 نوفمبر 1960 وتنحى جان كولومباني عن منصب المفوض السامي في 10 نوفمبر 1960.